# Xã Caldwell, Quận Callaway, Missouri
Xã Caldwell (tiếng Anh: Caldwell Township) là một xã thuộc quận Callaway, tiểu bang Missouri, Hoa Kỳ. Năm 2010, dân số của xã này là 438 người.